# Tecnología energética
Conjunto de técnicas empleadas para la obtención y distribución de la energía, por lo general eléctrica y para el diseño de los diferentes elementos empleados para tales fines.

## La energía a escala industrial
- Las Fuentes de Energía

| MODELO ENERGÉTICO ACTUAL      | Energía térmica (Combustibles fósiles) - Carbón - Petróleo y derivados - GLP - Gas natural - Gas manufacturado - Gas ciudad - Gas pobre - Acetileno | FUENTES NO RENOVABLES |
| MODELO ENERGÉTICO ACTUAL      | Energía nuclear - Fisión | FUENTES RENOVABLES    |
| MODELO ENERGÉTICO ALTERNATIVO | - Fusión Otras - Energía solar - Energía eólica - Energía hidráulica - Energía mareomotriz - Biomasa - Energía geotérmica                           | FUENTES RENOVABLES    |

- Observaciones:
  - La fusión nuclear no está desarrollada.
  - El Gas Natural, por su combustión limpia suele considerarse como una fuente alternativa.

Las energías pueden ser de distintos tipos de formas, una de ellas es por ejemplo la energía térmica o bioquímica
- La energía eléctrica

- - Generación
  - Cogeneración
  - Distribución

- Consumo